# Quintuple-double
Un quintuple-double est un terme utilisé en basket-ball.
L'origine étymologique vient de l'anglais américain. En effet double dans l'expression est un raccourci pour double digit en anglais, soit deux chiffres.
Donc quand un joueur réalise 5 statistiques égales ou supérieures à 10, on dit qu'il a fait un quintuple-double.
Exemple : 20 points, 12 rebonds, 12 passes, 10 interceptions, 10 contres.
Si les quadruple-double sont rares, le quintuple-double est rarissime. 
Le plus significatif est à mettre à l'actif de la joueuse américaine Tamika Catchings avec 25 points, 18 rebonds, 11 passes décisives, 10 interceptions et 10 contres en high school en 1997. Les rencontres de lycée se jouent seulement en 32 minutes. Aimee Oertner réussit le second en 2012, toujours au lycée.